# Judith Zander

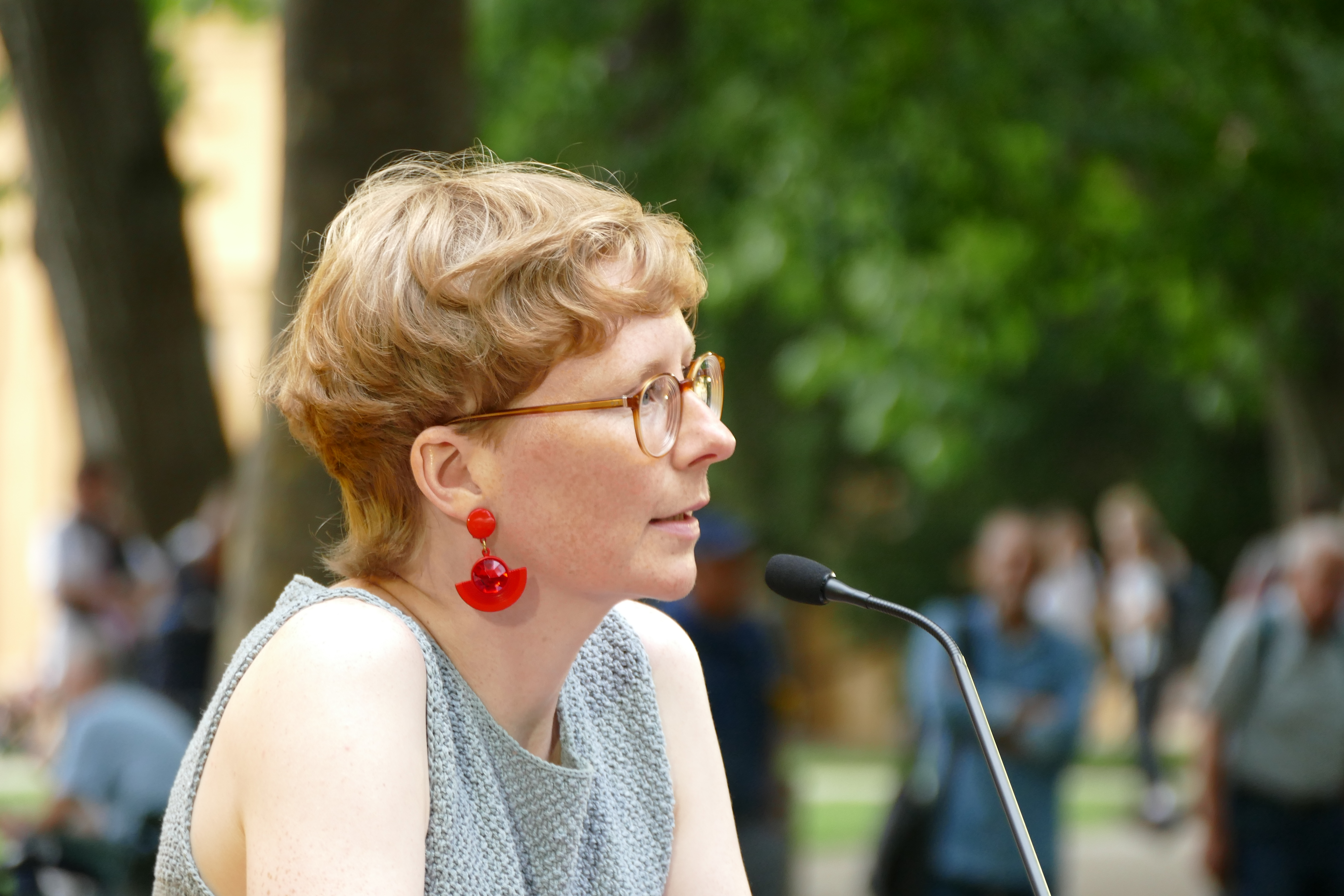
Judith Zander (2022)

Judith Zander (* 13. November 1980 in Anklam) ist eine deutsche Schriftstellerin und Übersetzerin.

## Leben
Zander studierte Germanistik, Anglistik und Geschichte in Greifswald, danach Kreatives Schreiben am Deutschen Literaturinstitut Leipzig. Sie arbeitet als Übersetzerin und veröffentlichte Lyrik und Prosa in Zeitschriften und Anthologien. Mit ihrem Debütroman Dinge, die wir heute sagten wurde Zander 2010 für den Deutschen Buchpreis nominiert. 2014 erschien ihr Sachbuch über 26 Kakteenarten im Verlag Matthes & Seitz Berlin.
Judith Zander lebt und arbeitet in Jüterbog.

## Mitgliedschaften
Judith Zander ist Mitglied im PEN-Zentrum Deutschland.

## Zitat
„Janus ist schließlich in seiner simplen  Klarheit interessant, weil die Spannung zwischen zwei Seiten die Frage nach der dritten Position stellt: Zanders sprechende Instanz. Sie steht außerhalb des Spiels.“

## Werke
- Dinge, die wir heute sagten. Roman. dtv, München 2010, ISBN 978-3-423-24794-8.
- oder tau. Gedichte. dtv, München 2011, ISBN 978-3-423-24862-4.
- manual numerale. Gedichte. dtv, München 2014, ISBN 978-3-423-26004-6.
- Cactaceae. Sachbuch. Mit Fotografien von Johanna Ruebel. Matthes & Seitz (= Naturkunden, Bd. 14), Berlin 2014, ISBN 978-3-95757-029-1.
- zusammen mit Thomas Hettche und Ingo Schulze: Wanderungen. Literarische Erkundungen auf den Spuren von Theodor Fontane. Essays. Mit Zeichnungen von Matthias Beckmann. Edition Stiftung St. Matthäus, Berlin 2019.[3]
- Johnny Ohneland. Roman. dtv, München 2020, ISBN 978-3-423-28235-2.
- im ländchen sommer im winter zur see. Gedichte und Fotografien. dtv, München 2022, ISBN 978-3-423-29010-4, Rezension.[3]

## Übersetzungen
- Bob Hicok: Umstellung auf Rehzeit. Gedichte. Luxbooks, Wiesbaden 2013, ISBN 978-3-939557-47-0.
- Sylvia Plath: Der Koloss. Gedichte. Suhrkamp, Berlin 2013, ISBN 978-3-518-42380-6.
- Sylvia Plath: Über das Wasser/Crossing the Water. Nachgelassene Gedichte. Zweisprachig. Luxbooks, Wiesbaden 2013, ISBN 978-3-939557-29-6.
- Maya Angelou: Phänomenale Frauen. Gedichte. Zweisprachig. Suhrkamp, Berlin 2020, ISBN 978-3-518-47098-5.
- Sylvia Plath: Das Herz steht nicht still. Späte Gedichte 1960–1963. Zweisprachig. Suhrkamp, Berlin 2022, ISBN 978-3-518-22541-7.

## Auszeichnungen
- 2007: Lyrikpreis beim 15. Open mike der Literaturwerkstatt Berlin
- 2009: Wolfgang-Weyrauch-Förderpreis beim Literarischen März
- 2010: Preis der Sinecure Landsdorf für ihren Roman Dinge, die wir heute sagten[5]
- 2010: 3sat-Preis bei den 34. Tagen der deutschsprachigen Literatur für einen Auszug aus ihrem Roman Dinge, die wir heute sagten[6]
- 2011: Uwe-Johnson-Förderpreis der Mecklenburgischen Literaturgesellschaft[7]
- 2015: Poesiepreis des Kulturkreises der deutschen Wirtschaft
- 2017: Anke Bennholdt-Thomsen-Lyrikpreis
- 2021: Fontane-Literaturpreis der Fontanestadt Neuruppin und des Landes Brandenburg für Johnny Ohneland[8]
- 2023: Peter-Huchel-Preis für ihren Gedichtband im ländchen sommer im winter zur see[9][10]